# Joa Elfsberg
Joa Anna Elisabeth Elfsberg (* 30. Juli 1979 in Valbo) ist eine ehemalige schwedische Eishockeyspielerin, die über viele Jahre für Brynäs IF in der Riksserien spielte. Mit der schwedischen Frauen-Nationalmannschaft gewann sie insgesamt vier Medaillen bei Olympischen Winterspielen, Welt- und Europameisterschaften.

## Karriere
Joa Elfsberg wuchs in Lund (Valbo) auf und begann ihre Karriere beim Valbo AIF. Etwa 1995 wechselte sie zur Brynäs IF, wo sie erstmals in der damals höchsten Frauenliga, der Division 1, auflief.
Bei der Europameisterschaft 1996 gewann sie mit dem Nationalteam – an der Seite von Erika Holst und Åsa Elfving – die Goldmedaille. Mit 5 Toren war sie dabei beste Torschützin des schwedischen Nationalteams.
Nach diesem Erfolg wechselte Elfsberg innerhalb der Division 1 zum Nacka HK. Ende der 1990er Jahre siedelte sie für etwa ein Jahr in die Vereinigten Staaten über und spielte Eishockey für die Assabet Vally High School. 1999 kehrte sie nach Schweden zurück und war anschließend wieder für Brynäs IF aktiv.
Bei den Olympischen Winterspielen 2002 in Salt Lake City gewann sie mit der schwedischen Nationalmannschaft die Bronzemedaille und vier Jahre später bei den Olympischen Winterspielen in Turin die Silbermedaille. Bei Letzteren lief sie nicht als Stürmern, sondern als Verteidigerin auf.
Bei ihrer letzten Weltmeisterschaftsteilnahme 2007 gewann sie die Bronzemedaille. Insgesamt absolvierte Elfsberg 155 Länderspiele für Schweden, in denen sie 20 Tore erzielte. 2011 beendete sie ihre Karriere.

## Erfolge und Auszeichnungen
- 1996 Goldmedaille bei der Europameisterschaft
- 2002 Bronzemedaille bei den Olympischen Winterspielen
- 2006 Silbermedaille bei den Olympischen Winterspielen
- 2007 Bronzemedaille bei der Weltmeisterschaft

## Karrierestatistik
(Legende zur Spielerstatistik: Sp oder GP = absolvierte Spiele; T oder G = erzielte Tore; V oder A = erzielte Assists; Pkt oder Pts = erzielte Scorerpunkte; SM oder PIM = erhaltene Strafminuten; +/− = Plus/Minus-Bilanz; PP = erzielte Überzahltore; SH = erzielte Unterzahltore; GW = erzielte Siegtore; 1 Play-downs/Relegation; Kursiv: Statistik nicht vollständig)